# CakePHP
CakePHP（ケイクピーエイチピー）とは、PHPで書かれたオープンソースのWebアプリケーションフレームワークである。先行するRuby on Railsの概念の多くを取り入れており、Rails流の高速開発とPHPの機動性を兼ね備えたフレームワークと言われている。MITライセンスの元でフリーで配布されている。

## 歴史
2005年3月、Cakeという名前の小さなフレームワークが公開されたことでCakePHPプロジェクトは始まった。2005年12月にはcakeソフトウェア財団が設立され、多くのサブプロジェクトを生みながら、利用者の拡大を続けている。特に日本においては、2009年以降、2017年までもっとも人気のあるPHPフレームワークとなっており、2018年からは世界的な潮流を受けてLaravelに人気を奪われるも根強い人気を得ている。なお、2020年1月現在も日本での稼働WEBサイト数はLaravelを上回っており、世界で最も多いという調査結果がある（日本以下、アメリカ、ブラジルと続く）。

## 特徴
- MVCアーキテクチャ。
- 高い後方互換性。
  - 下位バージョンからのアップグレードをサポートする公式移行ガイド及びUpgrade shell。
- 統合された柔軟なO/Rマッピング。
  - MySQL、PostgreSQL、SQLite、Microsoft SQL Serverを標準サポート。
- フォームバリデーション機能。
- セキュリティ対策機能（XSS対策・CSRF対策・フォーム改竄検知）。
- カスタムURLを実現するためのリクエストディスパッチャー。
- PEAR等の外部ライブラリに依存しておらず、単体での利用が可能。
- 必要なライブラリをその都度利用できるインポート機能。
- プラグインによる機能拡張。
- 柔軟なビュー機構。
  - テンプレートの継承や拡張。
  - ページ単位及び部品単位のキャッシュ。
- Composerへの標準対応（バージョン3以降）。

## リリース
リリースバージョンは、メジャーバージョン・マイナーバージョン・アップデートバージョンで構成されている。
メジャーバージョン
アーキテクチャーの変更等を管理するバージョン。
- 例）CakePHP 1 → 2（PHP4のサポートがなくなり、PHP5専用へ）。CakePHP 2 → 3（PHP5.4以降専用・名前空間の使用・モデルが配列でなくオブジェクトを返す）

マイナーバージョン
新機能の追加等を管理するバージョン。基本的に新機能を使用しなければ、同じメジャーバージョン内では互換性を持つとしている。
- 例）CakePHP 2.0 → 2.1（ビュークラスの機能拡張・コールバックに変わるイベントマネージャーの導入）

アップデートバージョン
バグ修正や性能改善を管理するバージョン。

### CakePHP 1.2
- リリース日 : 2008年12月25日 (16年前)
- 対応PHPバージョン : PHP4.3.2以降及びPHP5以降
- CakePHP 1.1 からの変更点[5]
  - テストが全クラスをカバーし、コードカバレッジもより網羅
  - コマンドラインからアプリケーションを実行するシェル機構の導入
  - i18n（国際化）とl10n（地域化）をサポート
  - ユニコードの文字列をサポート
  - CSRF対策の導入
  - モデル内のメソッドを再利用可能にするビヘイビア機能の導入
  - バリデーションの強化(複数バリデーションのサポートと組み込みバリデーションルールの増加)
  - DB2、Oracle Database のサポート
  - APC/XCache/Memcache のサポート
  - より詳細なエラー表示（開発時のみ、バックトレースやビュー変数をエラーとともに表示）
  - ページ分割やソートを可能にするPagination機能の追加
  - Htmlヘルパーの肥大化解消のため、フォーム関連をFormヘルパーに移行
  - アプリケーション全体の設定をConfigureクラスによる定義へと変更
  - 外部ファイルの読み込みをAppクラスによる読み込みへと変更
  - ビューのファイル拡張子が「.thtml」から「.ctp」へと変更

### CakePHP 1.3
- リリース日 : 2010年4月24日 (15年前)
- 対応PHPバージョン : PHP4.3.2以降及びPHP5以降

### CakePHP 2.0
- リリース日 : 2011年10月16日 (13年前)
- 対応PHPバージョン : PHP5.2.6以上
- CakePHP 2.0.3
  - PHPUnit 3.6 に対応

### CakePHP 2.1
- リリース日 : 2012年3月5日 (13年前)
- 対応PHPバージョン : PHP5.2.8以上

### CakePHP 2.2
- リリース日 : 2012年7月1日 (12年前)
- 対応PHPバージョン : PHP5.2.8以上

### CakePHP 2.3
- リリース日 : 2013年1月28日 (12年前)
- 対応PHPバージョン : PHP5.2.8以上

### CakePHP 2.4
- リリース日 : 2013年8月30日 (11年前)
- 対応PHPバージョン : PHP5.2.8以上

### CakePHP 2.5
- リリース日 : 2014年5月13日 (10年前)
- 対応PHPバージョン : PHP5.2.8以上

### CakePHP 2.6
- リリース日 : 2014年12月23日 (10年前)
- 対応PHPバージョン : PHP5.2.8以上

### CakePHP 2.7
- リリース日 : 2015年7月12日 (9年前)
- 対応PHPバージョン : PHP5.3.0以上

### CakePHP 3.0
- リリース日 : 2015年3月22日 (10年前)[6]
- 対応PHPバージョン : PHP5.4.16以上
  - 新しいORMの導入
  - View Cellsクラスの導入

### CakePHP 3.1
- リリース日 : 2015年9月20日 (9年前)
- 対応PHPバージョン : PHP5.4.16以上

### CakePHP 3.2
- リリース日 : 2016年1月29日 (9年前)
- 対応PHPバージョン : PHP5.5.9以上

### CakePHP 3.3
- リリース日 : 2016年8月12日 (8年前)
- 対応PHPバージョン : PHP5.5.9以上

### CakePHP 3.4
- リリース日 : 2017年2月12日 (8年前)
- 対応PHPバージョン : PHP5.6.0以上

### CakePHP 3.5
- リリース日 : 2017年8月18日 (7年前)[7]
- 対応PHPバージョン : PHP5.6.0以上

### CakePHP 3.6
- リリース日 : 2018年4月14日 (7年前)[8]
- 対応PHPバージョン : PHP5.6.0以上

### CakePHP 3.7
- リリース日 : 2018年12月8日 (6年前)[9]
- 対応PHPバージョン : PHP5.6.0以上

### CakePHP 3.8
- リリース日 : 2019年6月26日 (5年前)[10]
- 対応PHPバージョン : PHP5.6.0以上

### CakePHP 3.9
- リリース日 : 2020年6月21日 (4年前)
- 対応PHPバージョン : PHP5.6.0以上
- 2022年12月15日までセキュリティ修正をリリース。[11]

### CakePHP 4.0
- リリース日 : 2019年12月15日 (5年前)[12]
- 対応PHPバージョン : PHP7.2.0以上

### CakePHP 4.1
- リリース日 : 2020年7月5日 (4年前)
- 対応PHPバージョン : PHP7.2.0以上

### CakePHP 4.2
- リリース日 : 2020年12月21日 (4年前)
- 対応PHPバージョン : PHP7.2.0以上
  - PHP8の完全サポート

### CakePHP 4.3
- リリース日 : 2021年10月24日 (3年前)
- 対応PHPバージョン : PHP7.2.0以上

### CakePHP 4.4
- リリース日 : 2022年6月7日 (2年前)
- 対応PHPバージョン : PHP7.4.0以上

## 発音・読み方
日本国内では英語での発音に近い「ケイクピーエイチピー」と読まれることが多い。